# Fischerprojectie
Fischerprojecties worden veel gebruikt bij het voorstellen van suikermoleculen en aminozuren, maar kunnen ook gebruikt worden voor andere organische moleculen. Van elke ruimtelijke structuur kan een tweedimensionale Fischerprojectie worden getekend. Door de moleculen als het ware in het vlak van het blad te drukken ontstaat een Fischerprojectie. De horizontale lijnen zijn groepen die naar voor liggen (uit het vlak van het blad komen), de verticale zijn de groepen die naar achter liggen. Per conventie wordt de koolstofketen verticaal getekend en het meest geoxideerde koolstofatoom bovenaan gezet.
Aangezien Fischerprojecties de stereochemie van de molecule uitbeelden, kunnen ze gebruikt worden om enantiomeren van chirale moleculen van elkaar te onderscheiden. De Fischerprojectie is bedacht door Hermann Emil Fischer.